# Afekt (powieść)
Afekt – polski thriller prawniczy autorstwa Remigiusza Mroza. Powieść jest trzynastą częścią serii o adwokat Joannie Chyłce i Kordianie Oryńskim. Została wydana nakładem wydawnictwa Czwarta Strona w 2021 roku.

## Fabuła
Klientem Chyłki i Zordna w książce Afekt jest Mirosław Halski, oskarżony o gwałt nieletniej. Sytuację komplikuje fakt, że oskarżony jest bratem jednego z kandydatów na prezydenta, który przed wyborami przoduje w sondażach. Sprawa skupia na sobie uwagę wszystkich mediów, ponieważ jej finał prawdopodobnie przesądzi o wyniku wyborów.

## Odbiór
Powieść zdobyła średnią ocenę 7.3/10 na portalu Lubimy Czytać, przy 5154 ocenach. Użytkownicy strony napisali prawie 500 opinii o książce.